# Лелуш, Клод
Клод Барух Жозеф Лелу́ш (фр. Claude Barruck Joseph Lelouch; род. 30 октября 1937, Париж) — французский  кинорежиссёр, сценарист, продюсер, оператор и актёр.

## Биография
Клод Лелуш родился 30 октября 1937 года в Париже. Отец Симон Лелуш (фр. Simon Lelouch) — алжирский еврей, мать Шарлотта (фр. Eugénie Abeilard, урождённая Абеляр) — обращенная иудейка. Дебютировал в качестве оператора короткометражных фильмов. В 13 лет получил приз конкурса дебютов на Каннском кинофестивале. В 1956 году Клод Лелуш стал автором репортажа о СССР «Когда поднимается занавес», снятого им скрытой камерой, который был куплен для показа по французскому телевидению. Дебютная режиссёрская работа в полнометражном кино — «Человеческая сущность» (1961) — особого успеха не имела.
Приехав с туристической группой в Москву и случайно попав на киностудию «Мосфильм», в течение двух дней работал в качестве ассистента оператора на съёмках фильма «Летят журавли» (1957 год).
В 1966 году Клод Лелуш снял фильм «Мужчина и женщина», принёсший ему всемирную славу и удостоенный Гран-при Каннского фестиваля и двух «Оскаров» — за лучший фильм на иностранном языке и лучший оригинальный сценарий. Лелуш выступил в качестве автора сценария, режиссёра, продюсера, а также оператора картины. Главные роли исполнили Жан-Луи Трентиньян и Анук Эме, а музыку к фильму написал Франсис Ле.
В последующие годы Лелуш работал как независимый кинорежиссёр, снимая коммерческие фильмы силами собственной кинокомпании «Фильмы 13» (фр. Les Films 13). Особым успехом у зрителей пользовались авантюрная комедия «Приключение — это приключение» (1972), криминальная комедия «С новым годом!» (1973), детектив «Кошки-мышки» (1975), драма «Второй шанс» (1976).
Фильм 1988 года «Баловень судьбы» получил две премии «Сезар» — за главную мужскую роль (Жан-Поль Бельмондо) и за музыку к фильму (Франсис Ле). Снятый по мотивам романа Виктора Гюго фильм «Отверженные» (1995) был удостоен американской премии «Золотой глобус» как лучший фильм на иностранном языке.

## Личная жизнь
Четырежды был женат, все браки закончились разводами. Имеет семерых детей.
- 1-я жена — Кристин Коше
- 2-я жена — Эвелин Буикс
- 3-я жена — Мари-Софи Л.
- 4-я жена — Алессандра Мартинес

Дети: Симон (род. 1969), Сара (род. 1976), Саломе (род. 1983), Шая, Сабая, Зев (все род. между 1985 и 1992), Стелла (род. 1998).

## Фильмография
- 1956 — Когда поднимается занавес / Quand le rideau se lève (документальный фильм)
- 1960 — / Elle conduit (документальный фильм)
- 1961 — Человеческая сущность / Le propre de l’homme
- 1962 — Любовь со многими если / L’Amour avec des si
- 1964 — Девушка и ружья / Une fille et des fusils
- 1964 — Ночная женщина / La femme spectacle
- 1965 — Жан-Поль Бельмондо / Jean-Paul Belmondo (документальный фильм)
- 1965 — Великие мгновения / Les grands moments
- 1966 — Мужчина и женщина / Un homme et une femme
- 1967 — Вдали от Вьетнама / Loin du Viêt Nam (документальный фильм)
- 1967 — Жить, чтобы жить / Vivre pour vivre
- 1968 — 13 дней во Франции / 13 jours en France (документальный фильм)
- 1969 — Мужчина, который мне нравится / Un homme qui me plaît
- 1969 — Жизнь, любовь, смерть / La vie, l’amour, la mort
- 1970 — Мошенник / Le Voyou
- 1971 — Смик Смак Смок / Smic Smac Smoc
- 1972 — Приключение — это приключение / L’aventure, c’est l’aventure
- 1973 — С новым годом! / La Bonne Année
- 1973 — Глазами восьми / Visions of Eight (сегмент)
- 1974 — Вся жизнь / Toute une vie
- 1974 — Брак (Узы брака) / Mariage
- 1975 — Кошки-мышки / Le Chat et la souris
- 1976 — Добрые и злые / Le Bon et les Méchants
- 1976 — Второй шанс / Si c'était a refaire
- 1976 — Свидание / C'était un rendez-vous (короткометражный фильм)
- 1977 — Ещё один мужчина, ещё один шанс / Un autre homme, une autre chance
- 1978 — Робер и Робер / Robert et Robert
- 1979 — За нас двоих / À nous deux
- 1981 — Одни и другие / Les uns et les autres
- 1983 — Эдит и Марсель / Édith et Marcel
- 1984 — Да здравствует жизнь! / Viva la vie!
- 1986 — Уйти, вернуться / Partir, revenir
- 1986 — Внимание, бандиты! / Attencion Bandits!
- 1986 — Мужчина и женщина: двадцать лет спустя / Un homme et une femme: Vingt ans déjà
- 1988 — Баловень судьбы / Itinéraire d’un enfant gâté
- 1990 — Бывают дни... Бывают ночи / Il y a des jours… et des lunes
- 1992 — Прекрасная история / La belle histoire
- 1993 — Всё это? за это?! / Tout ça… pour ça!!
- 1996 — Отверженные / Les Misérables
- 1996 — Люмьер и компания / Lumière et Compagnie
- 1996 — Мужчины, женщины: Руководство по эксплуатации / Hommes, femmes, mode d’emploi
- 1997 — Случайности и закономерности / Hasards ou coïncidences
- 1999 — Одна за всех / Une pour toutes
- 2002 — А теперь, дамы и господа / And Now… Ladies and Gentlemen?
- 2002 — 11 сентября, эпизод «Франция» / 11’09’’01 — September 11
- 2004 — Род человеческий: Парижане / Le genre humain — 1: Les parisiens
- 2005 — Смелость любить / Le Courage d’aimer
- 2005 — / Le Genre humain-2: Le bonheur c’est mieux que la vie
- 2006 — / Le Genre humain-3: Les ricochets ou la legende des siecles
- 2007 — Железнодорожный роман / Roman de gare
- 2007 — У каждого своё кино / Chacun son cinéma — эпизод «Кино за углом»
- 2010 — Женщина и мужчины / Ces amours là
- 2014 — Мы тебя любим, мерзавец / Salaud, on t’aime
- 2015 — Один плюс одна / Un plus une
- 2017 — 12 мелодий любви / Chacun sa vie
- 2019 — Лучшие годы жизни / Les Plus Belles Années d'une vie

## Признание и награды
- 1966 — Гран-при Каннского кинофестиваля («Мужчина и женщина»)
- 1966 — Приз Международной Католической организации в области кино (OCIC) («Мужчина и женщина»)
- 1967 — «Оскар» в категории «Лучший фильм на иностранном языке» («Мужчина и женщина»)
- 1967 — «Оскар» в категории «Лучший оригинальный сценарий» («Мужчина и женщина»)
- 1967 — номинирован на «Оскар» в категории «Лучший режиссёр» («Мужчина и женщина»)
- 1967 — номинирован на «Золотой глобус» в категории «Лучший режиссёр» («Мужчина и женщина»)
- 1976 — номинирован на «Оскар» в категории «Лучший оригинальный сценарий» («Вся жизнь»)
- 1976 — Венецианский кинофестиваль, 2002 год — Премия Юнеско («11 сентября»)
- 1996 — «Золотой глобус» в категории «Лучший фильм на иностранном языке» («Отверженные»)
- 1996 — «Малый золотой лев» и номинация на «Золотого льва» Венецианского кинофестиваля («Мужчины, женщины: Руководство по эксплуатации»)
- 2010 — Приз за вклад в мировой кинематограф (Московский международный кинофестиваль)
- 2018 — Нагрудный знак РФ «За вклад в российскую культуру» (Министерство культуры Российской Федерации)[3]

Полный список наград и номинаций Клода Лелуша — на сайте IMDB.